# Heinrich Koll
Heinrich Koll (* 1951 in Wien) ist ein österreichischer Bratschist.

## Leben
Koll studierte an der Musikhochschule Wien unter den Professoren Steinbauer und Franz Samohyl und legte 1975 sein Diplom mit Auszeichnung ab. Im selben Jahr wurde er Solobratschist der NÖ Tonkünstler. Von 1976 bis 1980 war er Solobratschist der Wiener Symphoniker, ab 1980 Solobratschist des Wiener Staatsopernorchesters und der Wiener Philharmoniker. Seit 1978 ist Koll Mitglied des Musikverein-Quartetts („Küchl-Quartett“).
Seine Tochter Patricia Koll ist Geigerin, beim Neujahrskonzert 2015 traten sie gemeinsam auf.

## Diskografie
- CD: Die Kunst der Bratsche